# La Voix de la Terre
 (juillet 2014).
La Voix de la Terre est un roman de Bernard Werber, troisième opus de la saga Troisième Humanité, publié le 1er octobre 2014.

## Résumé
Les sept visions antagonistes du monde continuent à s'affronter au travers de cette partie d'échec à taille réelle ; mais la terre qui veut aussi faire partie du jeu, vient à son tour mettre son grain de sel, quelle vision de l'avenir triomphera ?

## Plan du roman

### Plan du roman
Acte 1 - L'âge de l'astéroïde.
- Le temps de la solitude : chapitres 1 à 35.
- Le temps de la rencontre : chapitres 36 à 85.
- Le temps des bilans : chapitres 87 à 102.

Acte 2 - L'âge de la guerre.
- Le temps de la communication : chapitres 103 à 136.
- Le temps de l'amour : chapitres 137 à 197.
- Le temps de la mise en perspective : chapitres 198 à 242.

### Structure du récit
Le récit se structure au travers de l'alternance de quatre formes principales : 
- Articles de L'Encyclopédie du savoir relatif et absolu.
- Passage de conscience de Gaïa symbolisé par un monologue en italiques.
- Chapitres narratifs proprement dits.
- Séquences informations sous forme de dépêches.

### Le contexte
Les évènements décrits dans ce roman ne peuvent être compris que sous l'éclairage et la mise en perspective des tomes I et II de la trilogie qu'ils représentent. De plus l’enchaînement de l'intrigue n'est pas linéaire et comprend un enchevêtrement de plusieurs récits qui s'entrecoupent dans l'histoire pour se compléter.
Ainsi pour comprendre la trame narrative, plusieurs éléments sont à prendre en compte :
- Le monde décrit la cohabitation des humains (les « Grands ») et des Micro-Humains ou « Homo-Metamorphosis » de la taille de 17 centimètres cohabitent depuis la découverte de David Wells, et leur émancipation et reconnaissance au sein des Nations unies. Ils ont un petit État du nom de Microland qui se situe dans les îles Flores ; leur capitale est Micropolis. Le terme générique pour appeler un Micro-Humain est Emach, ils se reproduisent en pondant des œufs. Le mâle porte le nom générique d’Amédée et la femme d'Emma. Ils ont une reine du nom d'Emma 109, ce numéro étant attribué à la naissance suivant l'ordre de ponte. Malgré une émancipation difficile, ils ont toujours des difficultés à se faire reconnaître, mais leur talent est désormais reconnu.
- Il existait autrefois une race de géants qui vivaient il y a plusieurs milliers d'années, l’homo gigantis a été reconnu après la découverte d'un squelette géant par Charles Wells au début du premier tome. Ces géants seraient en fait les Atlantes et seraient aussi les créateurs des humains de taille normale. On découvre aussi que les personnages principaux, tels que David Wells ou Aurore sont les réincarnations de deux d'entre eux. Ils ont été décimés par leurs créatures, lors d'affrontements. Ils ont toutefois laissé un héritage conséquent qui joue un rôle important dans la suite de l'histoire : les pyramides.
- Le récit évolue selon un antagonisme sur des enjeux idéologiques et géopolitique mondiaux, représentés par un jeu d'échecs heptagonal (dessiné dans l'ouvrage) qui compte en réalité huit joueurs : 
  - Les blancs : les capitalistes.
  - Les verts : les religieux.
  - Les bleus : les geek (robots).
  - Les noirs : les spatiaux.
  - Les jaunes : les bicentenaires.
  - Les rouges : les féministes.
  - Les mauves : les emachs.
  - Les marrons : la Terre.

Chacun de ces camps est représenté dans le récit par un personnage emblématique. Ainsi les noirs sont représentés par Sylvain Timsit qui s'occupe du projet Papillon des étoiles 2, les jaunes par le professeur Saldmain dont le but avoué est d'atteindre l'immortalité, les bleus par le professeur Frydman qui essaye de donner une conscience aux robots, les verts, par Jaffar, représentant du camp Chiite, les blancs capitalistes par Tchang et Drouin, les féministes par Aurore Krammerer Wells, les mauves par Emma 109, la reine emblématique de Microland et le marron par un personnage un peu spécial : Gaïa. À côté de ces antagonismes vont être développées d'autres voies possibles ; elles sont représentées par la promotion "évolution". De plus la situation va se complexifier au fur et à mesure avec des nuances au sein même de chaque camp au cours du récit (équipes avec des nuances de foncés et de clairs).
Gaïa est en réalité la version personnifiée et consciente de la planète Terre, elle est au centre de l'histoire. Son but à l'origine est d'élever ses « parasites » (au début les fourmis, puis par la suite les humains) afin d'empêcher toute collision avec un astéroïde, ce que parviennent finalement à faire les Micro-Humains grâce à leur fusée Lymphocyte 12. Les gros astéroïdes qui menacent la Terre sont tous appelés Théia en souvenir du premier astéroïde qui a menacé la planète. L'autre objectif de Gaïa est de parvenir à reprendre contact avec ses parasites. Par la suite du récit, ses objectifs et ses relations avec ses résidents vont évoluer.
Les personnages principaux au début du roman sont David et Aurore, mais cette dernière est rapidement substituée par une nouvelle arrivée : Hypatie Kim.

### Les personnages
Ils peuvent être classés selon leur couleur dans l'échiquier heptagonal, et une catégorie à part pour les héros qui suivent un cheminement transversal dans le récit.
0. Les héros 
- David Wells : à ce point de la trilogie, David Wells a la quarantaine, est marié à Aurore Kammerer qui le met à la porte de chez eux, pour éviter qu'il ne périclite dans sa vie. Une fois seul, David s'engage au côté de son élève Hypatie Kim afin d'aider les Micro-Humains, contacter Gaïa, et panser ses blessures. Gaïa leur demandera d'épargner l'astéroïde fécond Théia 14 qui menace la terre, David devra alors faire preuve d'imagination et de diplomatie pour éviter la catastrophe.
- Hypatie Kim ou Eun-Sun[1] :  étudiante coréenne qui reçoit un prix pour son projet de communication avec la terre en se servant des pyramides, elle est spécialisée dans l'acupuncture et la méditation. Elle suit David, devient sa compagne de route dans ses péripéties, et s'en rapproche peu à peu, pour finir avec lui à la fin du roman.
- Martin Janicot : lieutenant et compagnon de Natalia Ovitz. Ce personnage ne présente pas un grand intérêt, hormis le fait qu'il porte des tee-shirts avec des lois de Murphy, souvent en rapport avec la situation du moment.
- Natalia Ovitz : naine et militaire, créatrice du jeu d'échecs heptagonal, a progressé dans sa carrière, car après avoir été directrice d'une cellule de missions spéciales liées à la présidence de la République Française, elle est devenue ambassadrice de la France à l'ONU. Elle aide souvent David et Hypatie dans les situations périlleuses. Elle est un pont entre les stratèges politiques et le monde de l'action sur le terrain.

0.1 Adjuvants 
- Jean-Claude Dunyach : docteur en chimie, inventeur de l'empathiazine, molécule qui provoque la compréhension du point de vue des autres.
- Nissim Amzallag : docteur en biologie, premier gagnant du prix Tiktaalik grâce à son projet de cité sur la Lune.
- Fabienne Foulon : ancienne aristocrate, doyenne de l'humanité qui atteint au début de l'histoire l'âge vénérable de 151 ans grâce aux progrès techniques, est le cobaye de Gérard Saldmain, mais aussi une acariâtre misanthrope au caractère bien trempé qui espère avoir la fin du monde comme dernier feu d'artifice de commémoration à sa vie.

1.Équipe des mauves.
- Emma 103 : capitaine de l'expédition en bathyscaphe qui les avait accompagnés au centre de la dorsale océanique, jusqu'en Atlantide, elle accueille les héros lors de la fête de la renaissance.
- Emma 321 : capitaine de la mission Lymphocyte 13, elle sauve de justesse l'humanité de Théia 13, après un combat épique contre Emma 568.
- Emma 515 : ministre de la guerre microlandaise.
- Emma 567 : Emach de la mission Lymphocyte 13, meurt tuée par sa compagne 568, qui refusait de se plier à la volonté de la majorité en ce qui concernait la destinée de Théia 13.
- Emma 568 : Emach rebelle de la mission Lymphocyte 13, a mis en danger l'humanité sur un coup de tête, elle finit tuée par son capitaine.

2.Équipe des blancs.
- Tchang : président de la Chine, allié du président iranien, cherche à éliminer l’excédent démographique de sa nation en provoquant un conflit mondial, qui se termine par la destruction de Micropolis et le bombardement d'astéroïdes par les microlandais installés sur la Lune.
- Stanislas Drouin : ancien Président de la République française, devenu président de l'ONU, est une sorte d'arbitre des menaces mondiales qui se profilent tout au long du roman : astéroïdes, conflits mondiaux. En réalité, il fait plus que subir et accompagner la situation que la résoudre.
- commandant Andrieux

3. Équipe des verts.
- Jaffar : président iranien, chef des sunnites, accompagne Tchang dans le conflit mondial, son importance dans le poids de ce dernier reste toutefois périphérique et peu efficace.

4. Équipe des bleus. 
- Francis Frydman : inventeur du robot conscient, avec toutes les problématiques que cela entraîne, c'est-à-dire les problèmes existentiels et l'identification de la machine à son modèle humain.

5. Équipe des noirs. 
- Sylvain Timsit : chef de file du projet privé de colonisation de l'espace à partir d'une planète viable, ressemblant à la Terre. Son modèle est basé sur un ancien roman de science-fiction Le papillon des étoiles, voilier solaire qui va coloniser une planète vierge ressemblant trait pour trait à la terre durant la préhistoire. Son vaisseau « Le papillon des étoiles 2 » finit par décoller dans ce tome, et les péripéties vécues à bord du vaisseau suivent un cheminement parallèle aux évènements qui se déroulent sur Terre.
- Rébecca Timsit : épouse de Sylvain, elle accompagne son mari.

6. Équipe des rouges. 
- Aurore Kammerer Wells : épouse de David Wells, la quarantaine, est femme au foyer qui vit avec ses trois enfants. Elle décide de se séparer de son mari du fait de son laisser-aller, et considère qu'elle est un poids pour leur évolution commune. Elle décide donc de mettre son mari à la porte et de revenir vers la cause féministe. Puis finit par s'engager politiquement, ce qui la conduit par le jeu des alliances à licencier son ancien compagnon. Très engagée dans sa cause, elle continue tout de même à garder le contact avec David Wells, pour ses enfants.

7. Équipe des jaunes. 
- Gerard Saldmain : chercheur en biologie et en génétique, travaille à l'amélioration des techniques de longévité au Centre de gérontologie de Genève. Son principal sujet d'expérience et d'étude, est une femme de 151 ans, Fabienne Foulon.

8. Équipe des marron. 
- Gaïa : personnification de la Terre, elle apparaît dans le roman en aparté, puis finit par contacter ses parasites, les humains, grâce à la pyramide de Khéops et au volcan de l'île de Pâques. À l'origine, son but est de se servir de ses parasites pour la défendre des menaces extérieures, les astéroïdes. Mais finalement, elle découvre qu'il existe des astéroïdes féconds et souhaite être ensemencée. Ce qui signifierait la fin de l'humanité...
- Théia 13 : treizième du nom et mal nommé (car son nom signifie "ennemi"), cet astéroïde possède une conscience et indique à Gaïa qu'il n'est pas venu lui faire du mal, mais lui donner la vie. Mais le système de défense de la Terre le menace. Il finit détruit par les explosifs déposés par la mission Lymphocyte 13, et ses débris viennent percuter la Terre et tuent trois milliards d'hommes.

### Les lieux
L'histoire se déroule sur un très large terrain qui va de la terre à l'espace. Toutefois, on peut définir quelques lieux de prédilection pour le déroulement des intrigues principales :
- La Terre, constitue à la fois un lieu (situé dans l'espace) de vie, un terrain d'enjeux, puisque c'est le berceau de l'humanité, mais c'est aussi un personnage doté d'une conscience qui porte le nom de Gaïa et est symbolisé par l'échiquier, c'est le huitième joueur. Même si le terrain est en réalité plus vaste, puisqu'il comprend aussi la lune et le vaisseau du Papillon des étoiles 2 qui traverse l'espace.

- Sur Terre, quelques espaces de champs d'actions des héros et des péripéties :

- - New York : siège des Nations unies, lieux où les grandes décisions sont prises.
  - L'île de Pâques : comprend un module de communication avec Gaïa (volcan Rano Raraku) ainsi qu'une médecine appropriée au travers de l'acupuncture des Moai.
  - Gizeh : la pyramide de Khéops est un téléphone planétaire qui permet de communiquer avec Gaïa. Cette ville est aussi au cours du récit un lieu de manifestation généralisée dont Hypatie et David auront du mal à sortir.
  - Microland situé dans archipel des Açores dans l'île de Flores : siège de la capitale des Micro-Humains, elle est détruite au cours du conflit de la troisième guerre mondiale.
  - La Lune : une colonie de micro-Humains y est située, celle-ci est mise en place par les microlandais et permet à cette espèce de survivre au bombardement de Microland. Elle provoque la troisième apocalypse en bombardant la terre d'astéroïdes, elle a aussi permis à la terre d'éviter de se faire percuter par Théia 14.
  - Le Papillon des étoiles 2 : vaisseau spatial à voile solaire de Sylvain Timsit, emporte une colonie spatiale de 144 000 terriens, à la recherche d'une planète viable dans un autre système solaire.

## Le récit

### Première partie: la menace Théia 13
La Terre est menacée par un astéroïde de 8 kilomètres de long qui fonce vers la planète à une vitesse de 15 000 km/h, son poids est d'une centaine de millions de tonnes. Les 200 états des Nations unies organisent donc une séance d'urgence : ils donnent à l'astéroïde le nom de Théia 13 en référence à Théia 1, le premier astéroïde qui a ravagé la Terre. Les principaux chocs avec d'autres astéroïdes et l'impact probable avec Théia 13 sont évoqués. Le choc avec la Terre produirait 90 % de disparition des espèces terrestres. Emma 109, reine de la nation des Micro-Humains, fait donc une proposition : utiliser le système de défense anti-astéroïdes SPM (pour Sauver Planète Mère). Elle prend pour référence la mission effectuée sur Théia 12. Après quelques incidents, l'assemblée se met d'accord pour mettre en place ce plan de défense, pour aider les microlandais, il sera envoyé un radiotélescope par voie aérienne.
David Wells enseignant, remet les prix de la promotion "évolution" dont le trophée représente un Tiktaalik. Les gagnants sont :
- Nissim Amzallag : projet d'une cité sur la Lune.
- Jean-claude Dunyach : projet d'empathiazine, une molécule provocant l'empathie.
- Hypatie Kim : étude sur les tentatives de communication des civilisations anciennes avec la terre, à partir des pyramides utilisées comme émetteurs-récepteurs.

Aurore et David sont mariés et ont des triplés âgés de 10 ans : Ishtar, Quetzalcoatl et Osiris. Aurore considérant que son mari ne bouge plus assez et que leur union sur le long terme ne leur est pas bénéfique, décide de prendre l'initiative d'une séparation.
David chassé de chez lui par sa femme trouve refuge dans son bureau de la Sorbonne. Prenant conscience qu'il s'est reposé trop longtemps sur ses lauriers et qu'il doit se reprendre en main, il décide de téléphoner à Natalia Ovitz qui lui propose alors de la rejoindre à l'archipel des Açores.
L'Albatros, gros avion cargo russe transportant le radiotélescope, débarque avec à son bord comme passagers David Wells, le colonel Natalia Ovitz et le lieutenant Martin Janicot. Ils sont alors accueillis par Emma 103 qui les dirige vers sa reine qui fait un discours pour leur souhaiter la bienvenue, et les inviter à la fête. Puis indique que les gagnants de la promotion « évolution » ont eux aussi été invités sur l'île. Les microlandais présentent aux invités la cérémonie de l'envol nuptial. Cette cérémonie est copiée de l'envol nuptial des fourmis, inspiré de L'Encyclopédie du savoir relatif et absolu, comparaison faite avec les traditions matrimoniales des autres cultures. En parallèle, ils évoquent les principes de fonctionnement de la société microlandaise : plus petit en taille, plus féminin et plus solidaire, résistance aux maladies et aux pollutions, plus écoresponsables ; et ce qu'il leur manque : être admis parmi les grands et communiquer avec Gaïa.
La fusée chargée de détruire Théia 13, Lymphocyte 13 est sur la rampe de décollage. Les festivités continuent, mais Emma 666 s'inquiète sur le danger représenté par l'astéroïde. C'est alors qu'éclate un séisme qui provoque l'approche d'un tsunami. L'alerte est donnée dans la cité. Natalia Ovitz téléphone au président de l'ONU afin de lui indiquer le danger imminent représenté par le tsunami en approche et lui demande de l'aide. Le président refuse, et lui répond de se débrouiller par ses propres moyens. Ovitz décide donc de toute urgence d'entasser tous les habitants de l'île dans l'Albatros. La vague arrive, les Micro-Humains sont entassés à bord de L'Albatros in extremis tandis que Lymphocyte 13 se prépare à décoller. La fusée refuse de décoller, et l'énorme vague approche, David prend alors l'initiative de revenir sur l’île pour réparer celle-ci, mettant sa vie en danger. Lymphocyte 13 s'envole enfin. L'orage s'attaque à Lymphocyte 13 sans succès, mais réussit à toucher le moteur de l'aile droite de L'Albatros, l'avion est en danger. Comme il est endommagé, il finit par se crasher dans l'eau près des côtes sahariennes, puis se pliant en deux, il menace de rompre, les passagers sont donc obligés de se jeter à l'océan Atlantique agité. Les naufragés de L'Albatros doivent nager dans l'océan et finissent par trouver un point d'appui précaire : un monticule de déchets flottants. Leur abri précaire se trouve être infesté de crabes qu'ils doivent fuir, pour terminer sur les côtes marocaines dans lesquelles ils décident de s'enfoncer afin de chercher du secours. Les naufragés se retrouvent à marcher dans le désert sous une chaleur torride, l'inefficacité de leur technologie les rend impuissants. Pendant ce temps, Lymphocyte 13 débarque sur l'astéroïde pour déposer des explosifs. L'équipage creuse afin d'enterrer la bombe nucléaire, c'est alors que le sol se fendille. Les astronautes tombent dans une grotte, dans laquelle ils découvrent de la faune et de la flore, ainsi qu'un lac, où la vie est basée sur le soufre, et basée sur le 3.
Le président leur intime l'ordre de détruire l'astéroïde mais dans l'immédiat, émerveillées par cette découverte, les astronautes refusent, et demandent à ce qu'il soit procédé à un vote au niveau des instances de l'ONU.
Pendant ce temps, les naufragés de L'Albatros marchent et finissent par rejoindre la mer, où ils tombent nez-à-nez avec les secours. Le commandant Andrieux (du navire le Georges Brassens) avertit les rescapés de la situation sur le vaisseau Lymphocyte 13. Le vote s'organise au sein de l'ONU.
Le vote a eu lieu à l'assemblée des Nations unies et la majorité a décidé de détruire l'astéroïde. Pourtant les trois astronautes ne sont pas satisfaites, et refusent d'obtempérer. Elles optent à leur tour pour un vote qui décidera de l'avenir de la terre. C'est à la majorité que la destruction de l'astéroïde est votée. Cependant, Emma 568 refuse l'issue du vote, et se sent investie d'une mission combat avec les deux autres, qu'elle finit par battre et ligoter. Elle décide donc arbitrairement de mettre fin à ce projet. Mais Emma 568 et Emma 567 réussissent à s'extraire de leurs liens et attaquent par surprise Emma 568. La bataille fait rage, Emma 567 est tuée après une lutte acharnée et Emma 321 sort vainqueur.  Mais le sort de la terre n'est pas décidé pour autant. L'astéroïde est trop proche de la terre et Emma 321 refuse de se sacrifier bien que le temps soit compté. Au moment où la bombe va exploser, il y a une panne. Les réparations prennent du temps et mettent la Terre en danger, car l'astéroïde est proche, trop proche...  Un nouveau compte à rebours se met en place : la destruction de l'astéroïde par la bombe nucléaire à l'entrée de l'atmosphère. Mais l'astéroïde était trop proche, des débris tombent partout dans le monde et provoquent des cataclysmes.
Conséquence de la chute de l'astéroïde : trois milliards de morts. On envisage la mise en place d'un bouclier collégial. L'assemblée des Nations unies débat sur le caractère contingent et tendancieux des Micro-Humains concernant la mission. Pour éviter que cette situation ne se reproduise, Emma 109 propose alors de construire une station sur la Lune. La proposition est soumise au vote, et admise avec une courte majorité. C'est une victoire pour les Micro-Humains, qui déchantent vite à l'assassinat de leur reine, dont elle réchappe miraculeusement, grâce à l'intervention chirurgicale du docteur Gérard Saldmain, première illustration de coopération entre deux équipes adverses de l'échiquier : les jaunes et les mauves.

### Deuxième partie: la communication avec Gaïa
Trois ans se sont passés depuis la collision avec les débris de Théia 13. Plusieurs viennent à nouveau rythmer le récit, notamment dans l'évolution des visions du futurs envisagés : Sylvain Timsit après bien des péripéties finit enfin par faire décoller son vaisseau spatial, le Papillon des étoiles 2. De son côté, le professeur Frydman produit une nouvelle génération de robots sexués : Casanova006 et Geisha006. Tandis que les Emach  mettent en place la station spatiale Lunapolis dont le but, outre la défense contre les éventuelles menaces d'objets spatiaux tels que les astéroïdes, est d'utiliser leur savoir-faire afin d'en extraire de la matière première. Cette avancée technologique constitue un avantage précieux pour les Micro-Humains pionniers en la matière. Mais ceux-ci, trop confiants, vont commettre des erreurs qui vont conduire par la suite à des évènements dramatiques.
Rejeté de son département de recherche et sous les conseils de son étudiante Hypatie Kim, David décide de partir en Égypte afin d'entrer en contact avec Gaïa par le biais de l'une des pyramides de Gizeh avant qu'elles ne soient détruites, ce qu'ils réussissent à faire. Mais ils doivent s'enfuir rapidement à cause de la destruction de la pyramide, aidé par Gaïa qui leur donne un autre point de contact : l'île de Pâques. Une fois sorti de ce piège, les problèmes ne sont pas finis : la ville est en ébullition, une immense manifestation, comparable au printemps arabe, les empêche de rentrer chez eux. Aidés du conducteur de taxi Abdelatif, ils essayent toutefois de passer, mais se font arrêter par la police. Ils sont finalement libérés par le colonel Ovitz et Martin Janicot.

### Troisième partie: la troisième guerre mondiale
Pendant ce temps, du côté des blancs et des verts, les présidents iranien et chinois forment une alliance, dont le but est de provoquer une troisième guerre mondiale, dont l'élément déclencheur serait le bombardement de Riyad. Toutefois, la technologie Emach bloque le développement de toute forme de conflit larvé qui serait à l'origine d'un tel embrasement. Le président chinois Tchang, décide donc de prendre les devants et d'attaquer l'Inde : d'une armée d'un million et demi de personnes, principalement des soldats d'infanterie. Cela provoque l’élargissement du conflit au niveau mondial avec une triple alliance Arabie-Inde-Russie et Iran-Chine-Corée. 
Assez rapidement, le conflit se diffuse, et symboliquement se forment deux grands camps sur le modèle de l'emblème du Tao, les Yin représentés par la Chine, et les Yang par les États-Unis, tandis que Microland adopte en apparence une attitude neutre. En réalité, ils profitent de leur position afin de s'enrichir grâce à leur avancée technologique en fournissant des armes de guerre aux deux camps présents. 
Chaque camp pense être un client privilégié et croit que les Micro-Humains vont les rejoindre. Cette position favorable semble les avantager, jusqu'à ce qu'une campagne de désinformation entraîne suffisamment de soupçons pour déclencher une frappe préventive des Yin : cachée dans une valise à bord d'un avion de croisière, une bombe nucléaire explose à Microland, tuant toute la population microlandaise. 
Les seuls survivants Emachs sont les colons installés sur la Lune ainsi que deux clandestins présents sur le Papillon des étoiles 2.
Pendant ce temps, Hypatie et David atterrissent sur l'île de Pâques, et découvrent que les statues géantes sont en réalité des sortes d'aiguilles d'acupuncture qui servent à soigner les troubles de Gaïa. Après quelques recherches, les héros découvrent le deuxième téléphone planétaire au sein du volcan Rano Raraku. Ils plongent en son centre afin d'établir le contact. Gaïa indique sa volonté de se servir des missions de détournement des astéroïdes afin de la féconder, sans cela elle menace de tout détruire. 
Hypathie et David souhaitent rentrer à Micropolis afin d'en avertir leurs amis, mais se retrouvent coincés sur l'île, à la suite du déclenchement du conflit mondial généralisé. 
Cependant sur l'appel de la reine Emma 109, un pilote d'avion a pour mission de transporter Hypatie et David jusqu'à Microland, malgré le conflit qui règne dans toute la région. Une fois arrivé, coup de théâtre : ils tombent sur le carnage consécutif au bombardement de l'île.
La destruction de la ville provoque la fureur des Emach luniens qui décident de riposter en faisant décoller trois vaisseaux Catapulta chargés de tracter des astéroïdes afin de bombarder la Terre en des points stratégiques et déclenche la « Mission Goliath » en hommage à 109. Elle envoie une salve d'astéroïde : le premier sur Pékin. La seconde touche Téhéran, et l'onde de choc est perçue jusqu'en Azerbaïdjan et détruit des centrales nucléaires. La troisième frappe Caracas, générant un séisme qui touche le Nord du Brésil, l'Est de la Colombie ainsi qu'un tsunami qui se répercute jusqu'à Cuba. 
L'impact est si important, qu'il produit une nuit artificielle qui recouvre le globe terrestre. Emma 666 s'interroge sur les dégâts produits sur Terre car la chape de nuages empêche de voir ce qu'il se passe. 
Bilan du bombardement en fin de compte : 4 milliards de morts. Et une atmosphère obstruée. La guerre étant terminée, l'alliance Yin et Yang est dissoute. Subsiste juste les anciennes équipes de l'échiquier.
Une séance des Nations unies décide de la suite des évènements : la mise en place d'une supra-instance de défense militaire au niveau mondial, ainsi qu'une mission de riposte à l'attaque des luniens. Mais un autre évènement se profile à l'horizon, un astéroïde qui a abimé le Papillon des étoiles 2 se prépare à toucher la Terre, c'est Théia 14. Il faut à tout prix l'arrêter. 
L'expédition projetée contre les luniens échoue, ce qui pousse les humains à négocier avec les Micro-Humains luniens afin d'empêcher une nouvelle catastrophe, après la mise en scène d'un pseudo vote collectif au niveau mondial, tout se décide en cercle fermé. 
De son côté, Gaïa menaçante, réclame d'être fécondée, c'est-à-dire, d'être percutée par cet objet spatial, qu'elle sait fécond. Bien entendu, le risque serait de mettre fin à l'humanité. Diplomates, Hypatie et David se rendent sur la Lune afin de résoudre ce dilemme. 
Après quelques réflexions, David trouve finalement une solution pour contenter à la fois les Terriens et Gaïa (contenter la chèvre et le chou d'après son expression). Il fait tracter l'astéroïde qu'il fait mettre en orbite autour de la Terre. Gaïa pense qu'elle pourra être fécondée un jour, et les Terriens sont épargnés. 
L'épilogue se traduit en statu quo : toutes les équipes pensent avoir gagné, Gaïa est satisfaite de sa situation, mais en réalité, rien n'est véritablement établi. Malgré les conséquences dramatiques consécutives aux enjeux globaux (rappel : 7 milliards de morts sur une population de 11 milliards) la partie d'échec a tout de même permis quelques avancées notables pour l'humanité, dont les plus importantes sont : 
- L'apparition de nouvelles branches de l'humanité : « homo metamorphosis » est la version améliorée de rat taupe élaborée par les Emachs
- Le début de l'exploration et de l'exploitation spatiale par d'importants progrès techniques : base des luniens, vaisseaux Catapulta, colonisation spatiale par le vaisseau le Papillon des étoiles 2.
- Perspective d'évolution vers une longévité millénaire mise en avant par Gérard Saldmain.
- Communication et contact direct avec la conscience de la Terre : Gaïa.
- L'apparition de robots sexués dotés de conscience.

Toutefois le bilan reste mitigé, et il semble que l'avenir reste encore à écrire.

## Thèmes
Différents thèmes sont abordés au travers de ce roman autour d'un axe central : la partie d'échec heptagonal, inventée par Natalia Ovitz.
- L'approche est essentiellement tournée vers l'aventure et les stratégies d'alliances et d'oppositions, avec en fond de toile la survie de l'espèce et de la planète sous une forme symbolique, puisque la conscience de la Terre est personnifiée par Gaïa, elle-même mue par son propre désir de perpétuation (anthropomorphisme), tirée de la théorie du panspermisme.
- Il y a aussi une partie géostratégique très développée dans la seconde partie du roman, où la situation se complexifie : mise en scène de la troisième guerre mondiale, et des jeux d'alliances au travers du camp des Yin et des Yang, cela rappelle bien évidemment les jeux stratégiques qui existaient durant la première et la seconde guerre mondiale (axe et allié), beaucoup de clins d’œil à l'histoire militaire, notamment avec la référence au siège de Vienne par les mongols, ou bien aux stratégies de l'armée chinoise, aux conflits au Proche et Moyen-Orient (référence à l'affrontement chiites, sunnites).
- La partie journalistique qui est mise en avant sous forme de dépêches. C'est aussi une manière de rythmer l'histoire et de mettre en relief les évènements principaux de façon simple et concise.
- La partie spirituelle que l'auteur tient à cœur est aussi évoquée au travers de la relation Hypatie/David et de la pratique des séances de méditation (la flamme s'éteint), et un clin d’œil est fait à la trilogie des dieux au travers de la référence au Nirvana (croisement de l'arbre du temps) et des chakras. La religion de l’œuf prônée par Emma 666 est aussi présente dans l'histoire.
- Une partie ésotérique qui fait le lien avec la trilogie des fourmis, joue aussi un rôle important : la pyramide qui fait office ici, de téléphone planétaire. Il est possible qu'elle ait ici une autre dimension symbolique à mettre en perspective avec ses autres romans.
- Le côté science-fiction réaliste est développé au travers de la thématique des équipes et des inventeurs : le professeur Francis Frydman et la conscience robotique, Gérard Saldmain et ses rêves d'immortalité, l'invention de l'empathiazine, de la base lunaire, des fusées Catapulta, le voyage du  Papillon des étoiles 2 et surtout le jeu stratégique des Micro-Humains avec Microland, leur cité avant-gardiste.
- Le thème de la menace spatiale et de la catastrophe, représenté par les astéroïdes qui semblent être le danger et mais aussi l'attrait no 1 de Gaïa.
- Il y a aussi le projet utopiste de l'évolution de l'humanité voulue par David et les autres joueurs, dont la rédaction du livre de la reine Emma 109 L'Humanité suivante, il s'agit de mettre en avant une évolution qui n'est plus subie, mais agissante grâce aux moyens techniques mis en œuvre.